# Felixkirk
Felixkirk est un village et une paroisse civile du Yorkshire du Nord, en Angleterre. Il est situé dans le nord du comté, à environ cinq kilomètres au nord-est de la ville de Thirsk. Il comptait une centaine d'habitants environ en 2014.
L'administration locale est assurée par le conseil paroissial de Hillside, qui gère également les paroisses civiles de Boltby, Cowesby et Kirby Knowle and Upsall.

## Étymologie
Le nom de Felixkirk, attesté au XIIIe siècle sous la forme Felicekirke, fait référence à l'église paroissiale du village, qui est dédiée à Félix de Burgondie. Le suffixe -kirk provient du vieux norrois kirkja « église », et le mot kirk est encore utilisé dans le nord de l'Angleterre, et en particulier en Écosse, pour décrire une église.